# デクシア
デクシア（Dexia N.V./S.A.）は、ベルギーに本拠を置く金融機関。2011年に経営破綻して以来、通常の金融業務は停止しており、資産の流出管理のみに特化、ベルギー政府とフランス政府が株式の99.6%を保有している。

## 概要
1996年に、預金供託金庫を母体とする二社（1860年に分離したCrédit Communal de Belgiqueと、1987年にスピンオフしたCrédit Local de France）が合併して設立された公的金融機関。1997年イタリアのクレディオプ（Crediop）の支配権を握った。1999年に二元上場を解消し、ベルギー法人となったが、グループの拠点はフランスにある。2000年に金融証券保険（Financial Security Assurance）を買収。ゼニス銀行を強力に支配。ベルギー・フランス・ルクセンブルク・トルコで商業銀行を営む他、地方債発行を得意とする。2005-6年、カナダ・スイス・日本で新市場を開拓し、トルコでも買収を成功させた（DenizBank）。フランスは19世紀末からオスマン債務管理局の利権を握っていた。

## 経営破綻
2011年10月10日、フランス・ベルギー両政府の公的支援の下、経営破たんすることになった。不良資産を含むデクシアの残りの資産900億ユーロには政府保証が付き、負担割合はベルギー60.5%、フランス36.5%、ルクセンブルク3%となった。不良債権を本体から切り離して受け皿機関に移し、これにフランス、ベルギーが政府保証を与える形を取る。月初には、ギリシャへのエクスポージャーが大きいことから、欧州債務危機に伴って資金調達難に見舞われ株価が42%急落し、フランス、ベルギー政府が支援することを表明していた。最終的には、デクシア銀行をデクシア・グループからベルギー政府が買収し、Belfiusの名称で銀行業務を継続することとなった。デクシア・グループに残留した部門は売却若しくは清算された。